# Тишиця (Рівненський район)
Тиши́ця — село в Україні, у Березнівській територіальній громаді  Рівненського району Рівненської області. Населення становило ▼1636 осіб у 2022 році.
У селі проводяться зібрання християн-Дослідників Біблії.

## Історія

### XVI–XVIII століття
Після Люблінської унії 1569 року Тишиця увійшла до Луцького повіту. Основним заняттям населення було землеробство, мисливство, бджільництво, рибальство. Панщина тривала до 5 днів на тиждень. У 1596 році, після Берестейської церковної унії, посилився релігійний тиск. У 1617–1619 роках територія зазнала нападів татар та жовнірів. Під час Визвольної війни 1648–1654 рр. згадується учасник Михайло Тиша, співзвучний з назвою села. За Андрусівським договором 1667 р. Волинь залишилася під польським контролем.Тишиця згадується у документах Луцького повіту з 1569 року.

### XIX століття
Після поділів Польщі Тишиця увійшла до складу Російської імперії. У 1861–1868 роках у селі тривали селянські протести, найвідоміший учасник — Г. Рогач. У 1885 р. відкрито Поліську залізницю, роль р. Случ як торгівельної артерії була втрачена. Після Люблінської унії 1569 року Тишиця увійшла до Луцького повіту. Населення займалося землеробством, рибальством, бджільництвом і мисливством. Панщина тривала 2–5 днів на тиждень.

### Польський період (1919–1939)
За даними 1927 р. в магістраті Березного не було жодного українця. Економіка розвивалась: у Тишиці діяли водяний і вітряний млини. Початкова школа працювала з початку 1930-х років. Освіта велась польською мовою. Українську викладали двічі на тиждень. Дисципліна була сувора; вчителі застосовували фізичні покарання. Після підписання Ризького договору 1921 року Тишиця увійшла до складу Польщі. Цей період позначився посиленням економічного визиску та національного гніту.
За даними 1927 року, в магістраті м. Березне не було жодного українця.
Згідно з інвентаризацією 1922–1923 років, у Тишиці діяли один вітряний і один водяний млин.
Початкова школа відкрилася у 1930-х роках; навчання велось польською мовою, українську викладали лише двічі на тиждень.

### Друга світова війна
У 1939 р. село увійшло до складу УРСР. У 1941 р. територію окупувала нацистська Німеччина. У 1942–1943 рр. поблизу діяли партизанські з'єднання Медведєва, Ковпака, Сабурова. 10 січня 1944 р. село визволено радянськими військами. До УПА з Тишиці вступило 40 осіб (24 загинуло, 8 репресовано). До Червоної армії мобілізовано 14 осіб (8 загинуло). У 1942–1943 роках у навколишніх лісах діяли партизанські загони Медведєва, Ковпака, Сабурова.
10 січня 1944 року Тишицю звільнено частинами 121-ї і 181-ї стрілецьких дивізій.
До лав УПА вступило 40 жителів, 24 загинуло, 8 репресовано.У 1941 році Тишиця була окупована військами нацистської Німеччини.
У червні 1942 року поблизу почав діяти партизанський загін Д.М. Медведєва.
10 січня 1944 року село було звільнено частинами 121-ї гвардійської стрілецької дивізії, 181-ї дивізії та партизанськими з'єднаннями.
З села до УПА вступило 40 осіб, 24 загинуло, 8 репресовано.

### Післявоєнний період
Жителі села неохоче вступали до колгоспів. УПА протидіяла колективізації. З часом у селі збудовано клуб, школу, ФАП, пологовий будинок. У 1960–1970-х рр. проведено меліорацію, яка порушила екологічний баланс. р. життя у регіоні. Перший голова колгоспу Ясковець С.Г. переховувався через страх перед повстанцями.
У 1960–1970-х роках проведено меліорацію, що призвела до екологічних змін.
Аварія на Чорнобильській АЕС 1986 року суттєво вплинула на життя села.

### Походження села
У письмових джерелах село Тишиця вперше згадується у 1583 році. Воно розташоване на лівому березі річки Случ, за 10 км від районного центру. Назва села, за місцевою легендою, походить від слова "тисяча". У часи, коли на українські землі нападали монголо-татарські орди, оборонним центром у цьому регіоні був Губківський замок. Після знищення навколишніх поселень таких як: Маринин, Бистричі, Колодязне, Моквин, Теклівка-місцеві жителі сформували загін добровольців близько тисячі осіб. На території сучасного села Тишиця відбулася велика битва, в якій усі захисники загинули, але не здалися ворогу. Після бою нападники зібрали тіла полеглих у долині та влаштували там бенкет. З того часу місцевість почали називати "Тисяча", а згодом назва трансформувалась у сучасну форму села Тишиця.
12 червня 2020 року, відповідно до розпорядження Кабінету Міністрів України № 722-р від «Про визначення адміністративних центрів та затвердження територій територіальних громад Рівненської області», увійшло до складу Березнівської міської громади.
19 липня 2020 року, в результаті адміністративно-територіальної реформи та ліквідації Березнівського району, село увійшло до складу Дубенського району.

## Населення
За переписом населення 2001 року в селі мешкало 1 630 осіб.

### Мова
Розподіл населення за рідною мовою за даними перепису 2001 року:
| Мова       | Відсоток |
| ---------- | -------- |
| українська | 99,82 %  |
| білоруська | 0,18 %   |

## Культура

### Бібліотека

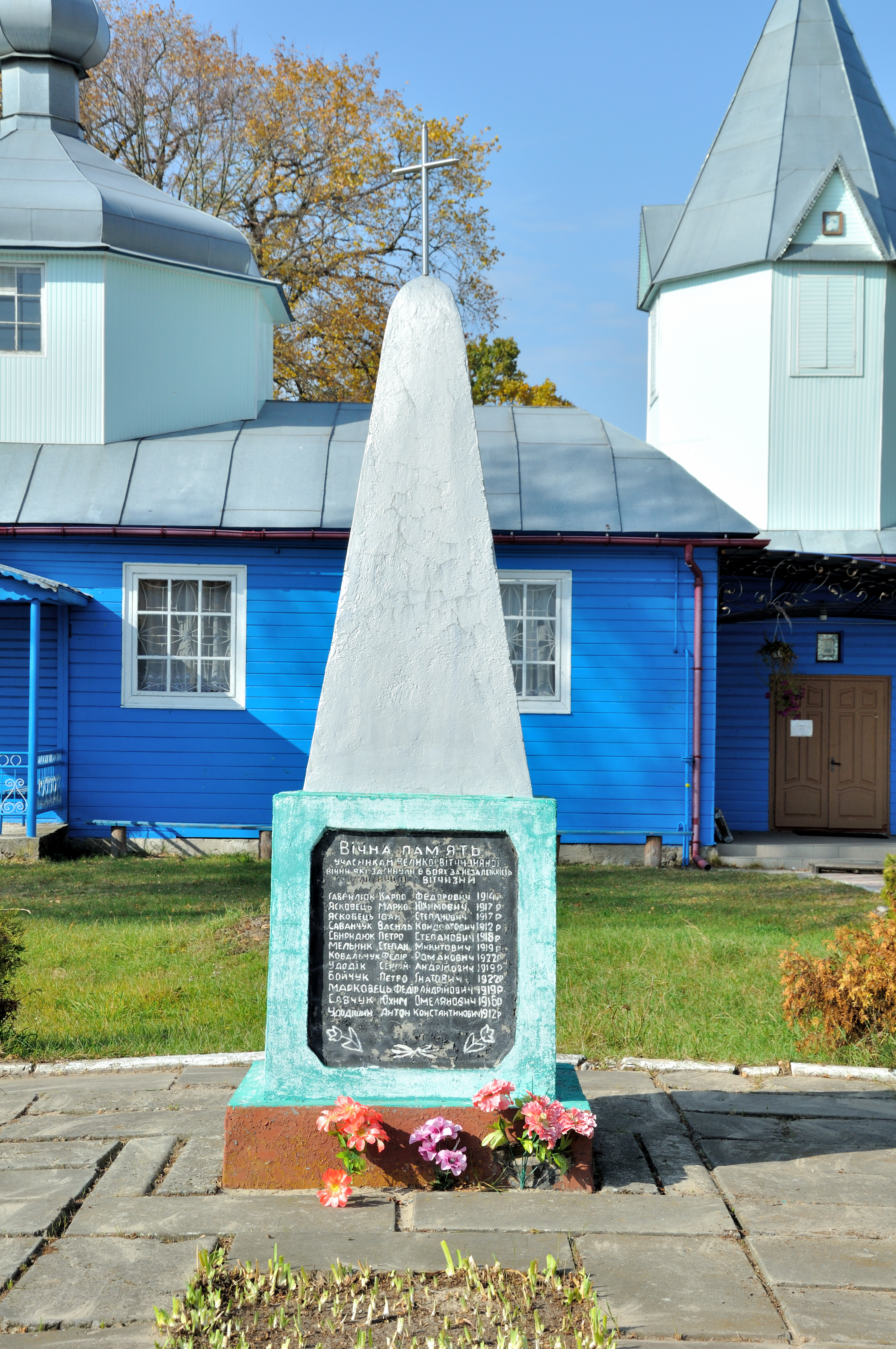
Пам'ятник воїнам-односельчанам, с. Тишиця, 1.jpg

З розповідей очевидців, створення бібліотеки в селі Тишиця було у 1948 році. В той час було побудовано сільський клуб, для якого використали, як і для школи, дерево з розібраних клунь. На сцені клубу був виділений невеличкий куточок де і розмістилися дві шафи з книгами. Для загального користування селянами було зібрано 150 книг. В клубі працювали два працівники: завідувач клубу та завідувач бібліотеки. Вони несли однакову відповідальність за книжковий фонд.

Першим працівником бібліотеки була — Мирончук Валентина Михайлівна, яка пропрацювала в бібліотеці по 1954 рік. Читачів до бібліотеки не потрібно було залучати, так як люди дуже цікавилися книгою. Збиралися вечорами в клубі, книги читали вголос, усі присутні слухали. 

В 1955 році на роботу в бібліотеку з району направили бібліотечного спеціаліста — Косіян Євгенію Михайлівну, яка пропрацювала в бібліотеці один рік. В той час бібліотека була перенесена в окрему кімнату у клубі. Там було розміщено 4 стелажі, фонд становив близько 500 примірників. 

Ще рік в бібліотеці села пропрацювала Іллюк Ольга Петрівна.

З 1957 по 1970 рік бібліотекою завідувала Сульжик Любов Адамівна. На той час книжковий фонд становив 1500 книг. Для бібліотеки було виготовлено 6 книжкових стелажів та стенди. В 60-тих роках було добудовано ще одну кімнату для бібліотеки. Бібліотеки району були об'єднані в централізовану систему і література надходила з районної бібліотеки. Фонд зростав. Бібліотека поповнювалася новими журналами та газетами.
З 1970 по 1977 бібліотекарем була — Коваль Ольга Сергіївна. Фонд нараховував 5000 книг, читачів близько тисячі.
В травні 1977 року бібліотеку очолила — Ковбар Надія Миколаївна, яка працювала завідувачкою до липня 1997 року. На той час фонд бібліотеки постійно збільшувався і зріс до 11,5 тисяч. У 80-ті роки, в зв'язку зі збільшенням населення, виникла нагальна потреба у будівництві нового приміщення під клуб та бібліотеку. І вже в 1988 році бібліотека була перенесена в новий будинок культури, який побудували поряд з лікарською амбулаторією та конторою колгоспу. Площа бібліотеки становить — 91 м². 

В липні 1997 року завідувачкою бібліотеки працювала Антонець Лариса Сергіївна. В зв'язку з недостатнім фінансуванням культосвітніх закладів, бібліотеки району працюють неповний робочий день. Значно зменшується надходження в книжкові фонди. Припиняється отоплення будинку культури і в тому числі бібліотеки. В 2002 році бібліотеки району реорганізовують: до складу централізованої бібліотечної системи приєднують шкільні бібліотеки. Отже Тишицька сільська бібліотека стала Тишицькою публічно-шкільною бібліотекою і має два приміщення — в будинку культури та школі. Шкільний абонемент очолила Ясковець Надія Йосипівна, вона ж стала зав.бібліотекою.
З жовтня 2003 року по грудень 2006 року бібліотекарем Тишицької публічно-шкільної бібліотеки була Майструк Лідія . За цей період робочий день бібліотек поступово збільшується до повного робочого дня.
В грудні 2006 року на посаду завідувачки повертається Антонець Лариса Сергіївна. Поступово книжковий фонд вивільняється від частини зношеної та застарілої літератури. Вивільняється місце для роботи з різними категоріями населення. В бібліотеці створюється клуб за інтересом «Книга і лялька», де можуть змістовно проводити своє дозвілля маленькі користувачі. Клуб за інтересом працює при підтримці районної дитячої бібліотеки.
Бібліотекарем шкільного абонемента в 2008 році стає Ясковець Наталія Дмитрівна. В цей час бібліотека поступово змінює своє обличчя: ремонтується підлога, оновлюються стенди, очищається фонд. Для роботи бібліотекаря в школі виділене одне автоматизоване робоче місце.
З 2012 року в бібліотеках впроваджується система ІРБІС. Тишицька ПШБ підключається до процесу впровадження електронної перереєстрації читачів. В той же час бібліотекою розпочинається робота по формуванню краєзнавчих матеріалів на CD DVD дисках. Одним з головних завдань в роботі бібліотеки стає оперативне і максимальне задоволення запитів читачів, шляхом поглиблення індивідуальної роботи з читачами, поліпшення якості масових заходів, використання для пропаганди літератури нових форм і методів роботи.
Бібліотека обслуговує понад тисячу користувачів. Фонд бібліотеки становить 14168 примірників документів. Бібліотека продовжує оцифровування краєзнавчих матеріалів: створено два власних електронних ресурси на CD DVD дисках, а саме — «Відкрий для себе рідний край» та «Корінням стародавнє, а серцем молоде».

### Календарно-обрядові пісні
У селі Тишиця збереглися елементи календарно-обрядових пісень, зокрема колядок і щедрівок, що є частиною Українського фольклору північної Березнівщини. Зафіксовані приклади автентичних колядок у Тишиці датуються серединою 20 ст. Ці твори мали світський характер і виконувалися групами хлопців або мішаними гуртами-зазвичай по 5-6 осіб. У Тишиці співали колядки для господаря, господині та Тихих ангелів. У селах Хотинь, Князівка а також у Тишиці люди на Різдво носили зірку.
У селі також була поширена традиція "березування"- рідкісний тип обрядовості, зафіксований у невеликій кількості сіл, зокрема й у Тишиці. "береза"-це обраний молодий чоловік, який організував колядування, обирав учасників, розподіляв ролі, відповідав за репертуар та починав пісні. Цей елемент зближує традицію Тишиці з гуцульською обрядовістю.
Обряд щедрування в селі розпочинався 13 січня, після обіду. Щедрували зазвичай дівчата, яких супроводжували переодягнені хлопці.

### Молитви
У селі Тишиця збереглася традиція читати молитви. Особливою є дитяча молитва яку часто читають дітям перед сном:
Я лягаю спати, Для мене божа мати, Два ангели по боках, Ісус в головах. Ісусе, прошу тебе, Зроби з мене добру дитину, Благослови маму, тата, Діда, бабу і всю мою родину. На добраніч, Ісусе.

## Археологія
У селі Тишиця також збереглися такі археологічні пам'ятки як:
- Поселення доби бронзи,північна околиця села( пер.пол. 2 тис.до.н.е) та раннього залізного віку(1 тис.до.н.е.). Виявлені розвідкою у 1987р.

- Ур. Гора Лисуха. Стоянка( 9 тис.до.н.е.) та раннього залізного віку(1 тис.до.н.е.). Виявленнні розвідкою у 1983 році.

## Відомі люди
- Тарасюк Іван Юхимович народився у 1918 році в селі Тишиця Березнівського району Рівненської області. На війну призваний у червні 1941 року. Воював у складі 64 –го танкового полку. Брав участь у визволенні Курської Дуги[22].

Нагороджений:
медаллю «За Перемогу над Німеччиною»,
Ювілейною медаллю «20 років перемоги у Великій Вітчизняній війні 1941—1945 рр.»,
Ювілейною медаллю «30 років перемоги у Великій Вітчизняній війні 1941—1945 рр.»,
Помер Іван Юхимович у 1989 році.
- Федас Сергій Гордійович народився у 1922 році в селі Тишиця Березнівського району Рівненської області.

На війну призваний на весні 1942 року. Воював у складі 1-го Білоруського фронту. Визволяв Білорусь, Східну Прусію, Польщу і Німеччину.
Нагороджений медалями:
«За взяття Кенігсберга»,
«За відвагу»,
«За взяття Берліна»,
ювілейною медаллю «20 років перемоги у Великій Вітчизняній війні 1941—1945 рр.»,
Помер Сергій Гордійович у 1974році.
- Трохимчук Іван Васильович (1993—2014) — солдат Збройних сил України, учасник російсько-української війни.